# Moondance (singolo)
Moondance è un brano scritto da Van Morrison e la title track del suo album del 1970 Moondance. Non venne commercializzato come singolo fino al 1977.
È un brano prevalentemente acustico, ma costruito su un basso elettrico, accompagnato da pianoforte, chitarra, sassofono e flauto, suonati con un raffinato swing jazz. La canzone parla dell'autunno, la stagione preferita del compositore. Verso la fine del brano, Morrison imita un sassofono e nel testo viene inventata la parola "fantabulous".
Moondance è alla posizione numero 226 della lista delle 500 migliori canzoni secondo Rolling Stone.

## Cover di Michael Bublé
Moondance è stato il singolo che ha lanciato il cantante canadese Michael Bublé. Il singolo è stato estratto nel 2003 dall'album Michael Bublé.